# Meucon
Meucon település Franciaországban, Morbihan megyében. Lakosainak száma 2278 fő (2022. január 1.). Meucon Locmaria-Grand-Champ, Locqueltas, Saint-Avé, Plescop és Grand-Champ községekkel határos.

## Népesség
A település népességének változása:
| Lakosok száma | 506  | 794  | 1100 | 1919 | 2258 | 2251 | 2248 | 2262 | 2269 | 2278 |
|               | 1968 | 1982 | 1990 | 2006 | 2013 | 2015 | 2017 | 2019 | 2020 | 2022 |